# Blowing Rock (Anguilla)
Pour les articles homonymes, voir Blowing Rock.
Blowing Rock est une île du territoire d'Anguilla dans les Petites Antilles.